# Флаг Северной Дакоты
Флаг Се́верной Дако́ты (англ. Flag of North Dakota) — один из официальных символов американского штата Северная Дакота.

## История и описание
21 января 1911 года полковник Джон Фрейн внёс на рассмотрение законопроект об утверждении флага Северной Дакоты. Легислатура штата постановила, чтобы цвет, форма и размер флага соответствовали полковому знамени, использовавшемуся пехотой Северной Дакоты в Испано-американской и Филиппино-американской войне. Единственное исключение было сделано для надписи «Северная Дакота» на ленте под орлом. 3 марта того же года Законодательное собрание Северной Дакоты официально утвердило флаг.
На обеих сторонах флага в центре изображён орёл с открытым клювом и распростёртыми крыльями. В левой лапе орла зажат пучок стрел, в правой лапе — ветвь оливы с тремя красными ягодами. На груди орла изображён щит, в почётной части которого изображено синее поле, а в середине — семь красных и шесть белых перемежающихся полос. В открытом клюве орла располагается лента с девизом «Из многих единое» (лат. E pluribus unum). Над лентой изображены в два полукруга 13 пятиконечных звёзд, окружённых в свою очередь солнечными лучами. Под орлом расположена лента с надписью «Северная Дакота» (англ. North Dakota).
Согласно опросу, проведённому в 2001 году Североамериканской вексиллологической ассоциацией, флаг Северной Дакоты разместился на 56 месте среди 72 флагов штатов США, территорий США и канадских провинций.